# Trolicaphyllium
Trolicaphyllium — рід примарових комах родини Phylliidae. Включає три види, які є ендеміками Нової Каледонії.

## Види
- Trolicaphyllium brachysoma (Sharp, 1898)
- Trolicaphyllium erosum (Redtenbacher, 1906)
- Trolicaphyllium sarrameaense (Grösser, 2008)